# Винкельхок, Маркус
Маркус Ви́нкельхок (нем. Markus Winkelhock; родился 13 июня 1980 года в Штутгарте, ФРГ) — потомственный немецкий автогонщик, победитель чемпионата мира FIA GT1 (2012), 3-кратный победитель 24 часов Нюрбургринга (2010, 2012, 2014), бронзовый призёр чемпионата Формулы-Рено 3.5 (2005).

## Общая информация
Маркус — потомственный автогонщик: его отец Манфред и два дяди Йоахим и Томас активно участвовали в различных автоспортивных сериях и даже принимали участие в гонках Формулы-1. Отец Маркуса погиб в 1985 году на соревнованиях в Канаде, но данное событие никак не повлияло на любовь семейства Винкельхоков к автоспорту — после небольшой паузы вся семья вновь стала гоняться, а позже дяди способствовали увлечению автоспортом маленького Маркуса.

## Спортивная карьера

### Первые годы
Винкельхок начал свою карьеру в гонках формульного типа в 1998 году, заявившись на старт немецкой Формулы-Кёниг. Уже в первых стартах 18-летнему немцу сопутствует определённый успех: в девяти стартах сезона он ондерживает три победы и завоёвывает звание вице-чемпиона серии. Через год менеджмент пробует Маркуса в более конкурентоспособной серии, переводя его в двухлитровое первенство Формулы-Рено. Здесь Винкельхок проходит два сезона, участвуя в этапах немецкого, итальянского и европейского первенств. Не добившись особых успехов немец, тем не менее, из гонки в гонки показывает вполне конкурентоспособные времена, регулярно набирает очки и выигрывает несколько гонок.
В 2001 году Маркус перебирается в Формулу-3, подписав контракт с одной из команд немецкого первенства. Уже в первый сезон команда предоставляет Манфреду такую машину, что он быстро достигает по уровню стабильности лидеров пелотона и уже в первый год ему удаётся одержать три победы и занять пятое место в личном зачёте. В дальнейшем, решив проехать в подобных гонках сначала второй, а затем и третий сезон Маркус особо не преуспевает: накат на данной технике и знание трасс не позволяет ему в 2002-03 года занять даже места в призёрах сначала немецкого первенства, а потом евросерии. Дважды Винкельхок пробует себя на F3 Masters, но лучшим, чего он добивается, становится шестое место.
В 2004 году менеджмент ищет Маркусу место в более престижных формульных сериях, но в итоге договаривается с Mercedes-Benz о месте в одной из их команд второго эшелона в кузовной серии Deutsche Tourenwagen Masters. ход не оправдывает себя — за сезон Винкельхок так ни разу и не смог добраться до финиша в очковой зоне (хотя несколько раз он был близок к этому). Посчитав опыты в подобных гонках достаточными, немец в 2005 году возвращается в гонки машин с открытыми колёсами, подписав контракт с Draco Racing чемпионата Формулы-Рено 3.5. Год вне подобных соревнований почти никак не сказывается на Винкельхоке: с первых гонок он показывает вполне конкурентоспособные времена и сразу включается в борьбу за лидерство в личном зачёте. Несколько неудачных гонок в Монако и Валенсии в исполнении немца дают его соперникам слишком большой гандикап, который к концу года ему почти удаётся компенсировать, выбравшись на третье место. Одержаны три победы.

### Формула-1
В январе 2006 года в карьере немца начинается новая глава: он был подтверждён в качестве тестового и запасного пилота команды Midland F1. Первый сезон уходит на работу с инженерами команды и лишь изредка Винкельхок оказывается за рулём болида команды в боевых условиях уик-энда Гран-при. В 2007 году команда меняет владельцев, превращаясь в Spyker F1. Немца частично свобождают от тестовой работы, позволив ему в 2007 году проехать половину сезона в DTM.
Летом в Spyker F1 происходят изменения в пилотском составе: один из боевых пилотов команды — голландец Кристиан Альберс — теряет поддержку со стороны своих спонсоров, из-за чего оказывается вынужден покинуть команду. Быстро найти ему замену не удаётся и тогдашнее руководство коллектива предоставляет свободное место Маркусу. Болид команды в тот момент был мало конкурентоспособен, поэтому не удивительно, что имевший минимальный опыт пилотирования подобной техники Винкельхок в дебютной квалификации, даже на хорошо ему знакомой трассе Нюрбургринг, занял последнее место. В гонке же, которая из-за нестабильной погоды должна была начаться на подсыхающей трассе, удача, в какой-то момент улыбнулась Винкельхоку: немец и его гоночный инженер угадали с типом покрышек для подсыхающей трассы и когда на кольцо вновь обрушился дождь Маркус смог спокойно доехать до боксов, сменить резину и с большим отрывом возглавить пелотон, в то время как все остальные гонщики либо ехали очень медленно, либо вылетали с трассы, пытаясь на резине для сухой погоды преодолеть стремительно намокающую трассу. Впрочем дирекция гонки сначала выпустила машину безопасности, а затем прервала заезд красным флагом.
Позже, когда гонку возобновили, немец быстро потерял все завоёванные позиции, а через несколько кругов и вовсе сошёл из-за технических проблем. Эти события позволили Маркусу вписать своё имя в несколько рекордов чемпионата мира, но не позволила ему продолжить карьеру в Формуле-1: уже к следующему этапу Spyker F1 нашёл постоянную замену Альберса и Винкельхок вынужден был вернуться к своей роли тест-пилота. В конце года, когда команду выкупили индийские бизнесмены, Маркус и вовсе завершил выступления в Формуле-1.

### Дальнейшая карьера
Расставшись с Формулой-1 Винкельхок более не пытался добиться успеха в гонках на машинах с открытыми колёсами: по ходу сезона-2007 он добился контракта с одной из основных команд Audi в DTM, а с 2008 года в течение трёх сезонов выступал за команду Кеке Росберга. Вторая попытка Маркуса добиться успеха в серии оказалась немногим лучше первой: с 2008 года он регулярно набирает очки, но добиться подиумных финишей не может. В 2011 году, когда в DTM происходит очередная смена поколений, немец покидает серию.
Следующий этап в карьере Винкельхока связан с гонками GT: он устраивается в команду Münnich Motorsport, становясь одним из её пилотов в чемпионате мира FIA GT11. Пилотируя в составе своего экипажа Lamborghini Murciélago, Маркус быстро становится одним из лидеров чемпионата по скорости и стабильности результатов. В 2011 году экипаж № 38 позволяет себе слишком много неудачных гонок, из-за чего оказывается лишь на пятом месте в личном зачёте. На следующий год ненужных потерь удаётся избежать: лишь одна гонка без набранных очков позволяет им на финише сезона выиграть борьбу у двух экипажей соперников и с разницей в одно очко стать чемпионами мира.
Параллельно с участием в чемпионате мира Винкельхок участвует в различных национальных немецких сериях, регулярно стартуя в ADAC GT Masters и суточном марафоне на Нюрбургринге (все три старта проходят для Винкельхока более чем успешно: его экипаж каждый раз оказывается на подиуме своего класса, одержав две победы). Развить успех не удалось — чемпионат мира переформатировался в менее престижную региональную серию, где владельцы Münnich Motorsport участвовать не захотели. Маркус остался в гонках спортивных машин, в дальнейшем, при поддержке спортивных программ Audi и Porsche, стартуя во множестве чемпионатов, но нигде не будучи на первых ролях. Наиболее значимым его успехом становиться в этот период выступление в 24 часах Дейтоны в 2014 году, где Винкельхок смог помочь своему экипажу занять второе место в своём классе.

## Статистика результатов в моторных видах спорта

### Сводная таблица
| 1998 | Формула-Кёниг                        | н/д                                         | 9          | 2          | н/д        | 3          | 161        | 2-й        |
| 1999 | Немецкая Формула-Рено 2.0            | SL Formula Racing Lechner Racing            | 8          | 1          | н/д        | 2          | 72         | 4-й        |
| 1999 | Европейская Формула-Рено 2.0         | н/д                                         | н/д        | н/д        | н/д        | 1          | 42         | 6-й        |
| 2000 | Итальянская Формула-Рено 2.0         | SL Racing                                   | 4          | 0          | 0          | 0          | 8          | 21-й       |
| 2000 | Еврокубок Формулы-Рено 2.0           | н/д                                         | н/д        | н/д        | н/д        | 1          | 78         | 6-й        |
| 2001 | Немецкая Формула-3                   | ADAC Berlin-Brandenburg                     | 20         | 2          | 3          | 3          | 141        | 5-й        |
| 2001 | F3 Masters                           | ADAC Berlin-Brandenburg                     | 1          | 0          | 0          | 0          |            | 36-й       |
| 2002 | Немецкая Формула-3                   | ADAC Berlin-Brandenburg                     | 18         | 2          | 3          | 1          | 28         | 7-й        |
| 2003 | Евросерия Формулы-3                  | ADAC Berlin-Brandenburg                     | 20         | 1          | 3          | 2          | 71         | 4-й        |
| 2003 | F3 Masters                           | ADAC Berlin-Brandenburg                     | 1          | 0          | 0          | 0          |            | 6-й        |
| 2004 | DTM                                  | Persson Motorsport                          | 11         | 0          | 0          | 0          | 0          | НК         |
| 2005 | Формула-Рено 3.5                     | Draco Multiracing USA                       | 17         | 1          | 2          | 3          | 114        | 3-й        |
| 2006 | Формула-1                            | Midland F1                                  | тест-пилот | тест-пилот | тест-пилот | тест-пилот | тест-пилот | тест-пилот |
| 2006 | Суперкубок Porsche                   | Porsche AG                                  | 1          | 0          | 0          | 0          | 0          | НК         |
| 2007 | DTM                                  | Abt Sportsline Futurecom TME                | 7          | 0          | 0          | 0          | 0          | НК         |
| 2007 | Формула-1                            | Spyker F1                                   | 1          | 0          | 0          | 0          | 0          | НК         |
| 2008 | DTM                                  | Team Rosberg                                | 11         | 0          | 0          | 0          | 6          | 11-й       |
| 2009 | DTM                                  | Team Rosberg                                | 10         | 0          | 0          | 0          | 11         | 10-й       |
| 2010 | DTM                                  | Team Rosberg                                | 10         | 0          | 0          | 0          | 7          | 12-й       |
| 2010 | 24 часа Нюрбургринга (класс SP9 GT3) | Phoenix Racing                              | 1          | 0          | 0          | 1          |            | 1-й        |
| 2011 | Чемпионат мира FIA GT1               | Münnich Motorsport                          | 20         | 1          | 0          | 3          | 102        | 5-й        |
| 2011 | ADAC GT Masters                      | 9 Elf Team Dutt Motorsport                  | 8          | 0          | 0          | 0          | 0          | НК         |
| 2011 | 24 часа Нюрбургринга (класс SP9 GT3) | Phoenix Racing                              | 1          | 0          | 0          | 0          |            | 2-й        |
| 2012 | Чемпионат мира FIA GT1               | Münnich Motorsport                          | 18         | 0          | 0          | 1          | 145        | 1-й        |
| 2012 | Volkswagen Scirocco R-Cup            |                                             | 2          | 0          | 0          | 0          | 0          | НК         |
| 2012 | VLN                                  | Phoenix Racing                              | н/д        | н/д        | н/д        | н/д        | 12.54      | 441-й      |
| 2012 | 24 часа Нюрбургринга (класс SP9 GT3) | Phoenix Racing                              | 1          | 0          | 0          | 1          |            | 1-й        |
| 2013 | ADAC GT Masters                      | Prosperia C. Abt Racing                     | 16         | 1          | 0          | 0          | 110        | 10-й       |
| 2013 | FIA GT Series                        | Phoenix Racing                              | 2          | 0          | 0          | 0          | 0          | НК         |
| 2013 | BES (Класс GT3 Pro)                  | Phoenix Racing                              | 5          | 0          | 0          | 0          | 12         | 23-й       |
| 2013 | 24 часа Нюрбургринга (класс SP9 GT3) | Phoenix Racing                              | 1          | 0          | 0          | 0          |            | 5-й        |
| 2013 | RSCS (класс GT)                      | Audi Sport Customer Racing / Rum Bum Racing | 1          | 0          | 0          | 0          | 24         | 78-й       |
| 2014 | USCC (класс GTD)                     | Flying Lizard Motorsports                   | 2          | 0          | 0          | 0          | 34         | 56-й       |
| 2014 | 12 часов Батерста (класс А)          | United Autosports                           | 1          | 0          | 0          | 0          |            | 6-й        |
| 2014 | Blancpain Sprint Series              | Phoenix Racing                              | 14         | 0          | 0          | 0          | 32         | 11-й       |
| 2014 | Blancpain Endurance Series           | Phoenix Racing                              | 1          | 0          | 0          | 1          | 43         | 10-й       |
| 2014 | Чемпионат мира по ралли-кроссу       | EKS RX                                      | 1          | 0          | 0          | 0          | 0          | 56-й       |
| 2015 | Blancpain Sprint Series              | Phoenix Racing                              | 14         | 0          | 0          | 0          | 48         | 9-й        |
| 2015 | Blancpain Endurance Series           | Phoenix Racing                              | 5          | 0          | 0          | 0          | 0          | НК         |

### Гонки на машинах с открытыми колёсами

#### Формула-Рено 3.5
| 2005 | Draco | ZO1 НФ | - | VA1 11 | BU1 1 | BI1 НФ | MO1 НФ | DP1 5 | ES1 4 | MN1 3 | 114 | 3-й |
| 2005 | Draco | ZO2 3  |   | VA2 12 | BU2 5 | BI2 7  | MO2 3  | DP2 1 | ES2 2 | MN2 1 | 114 | 3-й |

Жирным выделен старт с поул-позиции. Курсивом — быстрейший круг в гонке.
В первой строчке показаны результаты субботних гонок, во второй — воскресных.

#### Формула-1
| Легенда к таблице |                                                                    |
| --- | ------------------------------------------------------------------ |
| В таблице перечислены результаты всех Гран-при Формулы-1, в которых принимал участие гонщик. Строками таблицы являются сезоны, столбцами — этапы чемпионата мира. В каждой клетке указаны сокращённое название этапа и результат, дополнительно обозначенный цветом. Расшифровка обозначений и цветов представлена в нижеследующей таблице. |                                                                    |
| \| Пример \| Описание \| \| ------------ \| ------------------------------------------------------------------ \| \| 1 \| Победитель \| \| 2 \| Второе место \| \| 3 \| Третье место \| \| 5 \| Финишировал, заработав очки \| \| Сход \| Не финишировал, но при этом заработал очки \| \| 12 \| Финишировал, не получив очков \| \| НКЛ \| Финишировал, но не попал в финальную классификацию \| \| 15 \| Участвовал вне зачёта, либо по отдельной классификации \| \| 18 \| Не финишировал, но попал в финальную классификацию \| \| Сход \| Не финишировал \| \| НКВ \| Не прошёл квалификацию \| \| НПКВ \| Не прошёл предквалификацию \| \| ДСК \| Дисквалифицирован \| \| ИСК \| Исключён из протокола соревнований \| \| ТТ \| Заявлен для участия только в тренировках \| \| НС \| Участвовал в квалификации, но не стартовал в гонке \| \| Т \| Травмирован или болен \| \| ОТК \| Отказ от участия \| \| НТР \| Прибыл на соревнования, но на трассу не выезжал \| \| НПР \| Был заявлен в числе участников, но не прибыл к началу соревнований \| \| О \| Соревнования отменены \| \| \| Не участвовал \| \| Поул-позиция \| \| \| Быстрый круг \| \| |                                                                    |
| Пример | Описание                                                           |
| 1 | Победитель                                                         |
| 2 | Второе место                                                       |
| 3 | Третье место                                                       |
| 5 | Финишировал, заработав очки                                        |
| Сход | Не финишировал, но при этом заработал очки                         |
| 12 | Финишировал, не получив очков                                      |
| НКЛ | Финишировал, но не попал в финальную классификацию                 |
| 15 | Участвовал вне зачёта, либо по отдельной классификации             |
| 18 | Не финишировал, но попал в финальную классификацию                 |
| Сход | Не финишировал                                                     |
| НКВ | Не прошёл квалификацию                                             |
| НПКВ | Не прошёл предквалификацию                                         |
| ДСК | Дисквалифицирован                                                  |
| ИСК | Исключён из протокола соревнований                                 |
| ТТ | Заявлен для участия только в тренировках                           |
| НС | Участвовал в квалификации, но не стартовал в гонке                 |
| Т | Травмирован или болен                                              |
| ОТК | Отказ от участия                                                   |
| НТР | Прибыл на соревнования, но на трассу не выезжал                    |
| НПР | Был заявлен в числе участников, но не прибыл к началу соревнований |
| О | Соревнования отменены                                              |
| | Не участвовал                                                      |
| Поул-позиция |                                                                    |
| Быстрый круг |                                                                    |

| Сезон | Команда                     | Шасси         | Двигатель            | Ш | 1        | 2   | 3        | 4   | 5   | 6   | 7   | 8   | 9   | 10       | 11  | 12       | 13       | 14  | 15  | 16  | 17  | 18  | Место | Очки |
| ----- | --------------------------- | ------------- | -------------------- | - | -------- | --- | -------- | --- | --- | --- | --- | --- | --- | -------- | --- | -------- | -------- | --- | --- | --- | --- | --- | ----- | ---- |
| 2006  | MF1 Racing                  | Midland M16   | Toyota RVX-06 2,4 V8 | B | БАХ тест | МАЛ | АВС тест | САН | ЕВР | ИСП | МОН | ВЕЛ | КАН | США      | ФРА | ГЕР тест | ВЕН тест | ТУР | ИТА | КИТ | ЯПО | БРА | —     | 0    |
| 2007  | Etihad Aldar Spyker F1 Team | Spyker F8-VII | Ferrari 056H 2,4 V8  | B | АВС      | МАЛ | БАХ      | ИСП | МОН | КАН | США | ФРА | ВЕЛ | ЕВР Сход | ВЕН | ТУР      | ИТА      | БЕЛ | ЯПО | КИТ | БРА |     | —     | 0    |

### Кузовные серии

#### FIA GT1
| 2011 | Münnich | ABS 6 | ZOS 1 | ALS 7 | SAS 9  | SIS НФ | NAS 1 | PRS 7 | ORS Иск. | BES 12   | SAS 6  | 102 | 5-й |
| 2011 | Münnich | ABF 3 | ZOF 1 | ALF 6 | SAF НФ | SIF 5  | NAF 2 | PRF 8 | ORF 8    | BEF НФ   | SAF НФ | 102 | 5-й |
| 2012 | Münnich | NOS 6 | ZOS 6 | NAS 5 | SVS 4  | ALS 1  | SVS 3 | MOS 2 | NUS 3    | DOS 5    |        | 145 | 1-й |
| 2012 | Münnich | NOF 3 | ZOF 9 | NAF 2 | SVF 3  | ALF 2  | SVF 2 | MOF 5 | NUF 2    | DOF Иск. |        | 145 | 1-й |

Жирным выделен старт с поул-позиции. Курсивом — быстрейший круг в гонке.
В первой строчке показаны результаты квалификационных гонок, во второй — основных.